# Sadiztik Impaler
Sadiztik Impaler ist eine Black-Metal-Band aus Singapur. Personell gibt es Überschneidungen mit Impiety.

## Stil
Die Band spielt „Gründerzeit-Thrash“, der auf „ursprünglichen, aber gänzlich unskandinavischen Black Metal“ trifft. Schwermetall.ch beschreibt den Stil als „wohl im tiefsten Underground des deutschen Thrash Metals der 80er Jahre verhaftete(n) Black Metal“. Als Referenzen werden Bestial Mockery, Bestial Warlust und Axis of Advance genannt.

## Rezeption
In einer Besprechung des Albums Sadiztik Syonan-to Supremacy urteilte der Rezensent von metal.de, dass die Band „vom Anspruch her – musikalisch, klangtechnisch, optisch, textlich, konzeptionell – auf Höhe einiger Osmose-Veröffentlichungen“ bewege. Zudem wird betont, dass „sie ihr Ding erbarmungslos durchknüppeln. Mit allen Spielfehlern die das so mit sich bringt, mit wirklich organischer Black-Metal-Produktion […] und dem Durchhaltevermögen, mehr als eine halbe Stunde lang chaotische, teils thrashige Riffs und derbstes Gekreische aufs Tapet zu bringen“.
Deutlich kritischer hielt Schwermetall.ch fest: „keine Spannungsbögen, […] die Platte verliert sich zunehmend in beinahe schon burlesk überzeichneten, hochgradig infantilen Extremen, die in einer solch schwindelerregend hohen Schlagzahl und undifferenzierten Eintönigkeit über den Rezipienten hereinbrechen, dass dieser […] beide Ohren, Bewusstsein und Aufmerksamkeit völlig auf radikalen Durchzug stellt und einhergehend nicht mehr von dieser Platte behält, als eine unangenehme Schläfrigkeit.“

## Diskografie
- 2004: Warriors Ov Satan (Selbstverlag)
- 2005: Sadiztik Syonan-To Supremacy (CD via Ketzer Records, LP via Obscure Abhorrence Productions)
- 2005: Demonic Sadiztik Onslaught (EP, Alastor Rex, Goathammer)
- 2005: Beastial Christ Fornication (7"-EP, Terranis Productions)
- 2013: Triumphant Decimator (7"-EP, Iron, Blood & Death Corporation)